# Gymnopternus coxalis
Gymnopternus coxalis är en tvåvingeart som beskrevs av Friedrich Hermann Loew 1864. Gymnopternus coxalis ingår i släktet Gymnopternus och familjen styltflugor.
Artens utbredningsområde är New Hampshire. Inga underarter finns listade i Catalogue of Life.